# Le Château-d'Oléron
Le Château-d'Oléron  es una comuna y población de Francia, en la región de Nueva Aquitania, departamento de Charente Marítimo, en el distrito de Rochefort. Es la cabecera y mayor población del cantón de su nombre. Se encuentra en la isla de Oléron.
Su población en el censo de 1999 era de 3.552 habitantes.
Está integrada en la Communauté de communes de l'Île-d'Oléron.

## Demografía
| 3171 | 3254 | 3324 | 3411 | 3544 | 3552 |
| Para los censos de 1962 a 1999 la población legal corresponde a la población sin duplicidades (Fuente: INSEE [Consultar]) |      |      |      |      |      |